# Erik Mobärg
Erik Olof Milton Mobärg (Undersåker, 22 juni 1997) is een Zweedse freestyleskiër. Hij vertegenwoordigde zijn vaderland op de Olympische Winterspelen 2018 in Pyeongchang. Zijn jongere broer, David Mobärg, is eveneens freestyleskiër op wereldbekerniveau.

## Carrière
Mobärg maakte zijn wereldbekerdebuut in februari 2015 in Åre. In februari 2017 scoorde hij in Idre Fjäll, dankzij een zesde plaats, zijn eerste wereldbekerpunten. Op de wereldkampioenschappen freestyleskiën 2017 in de Spaanse Sierra Nevada eindigde de Zweed als 29e op de skicross. Tijdens de Olympische Winterspelen van 2018 in Pyeongchang eindigde Mobärg als 26e op de skicross.
In Idre Fjäll nam hij deel aan de wereldkampioenschappen freestyleskiën 2021. Op dit toernooi veroverde hij de bronzen medaille op de skicross.

## Resultaten

### Olympische Winterspelen
| Jaar | Plaats      | Resultaten   |
| ---- | ----------- | ------------ |
| 2018 | Pyeongchang | 26e Skicross |

### Wereldkampioenschappen
| Jaar | Plaats        | Resultaten   |
| ---- | ------------- | ------------ |
| 2017 | Sierra Nevada | 29e Skicross |
| 2021 | Idre Fjäll    | Skicross     |

### Wereldbeker
Eindklasseringen
| Seizoen   | Algm | SX  |
| --------- | ---- | --- |
| 2016/2017 | 194e | 40e |
| 2017/2018 | 111e | 23e |
| 2019/2020 | 181e | 42e |